# Михайловський Участок
Миха́йловський Уча́сток (рос. Михайловский Участок) — селище у складі Нерчинсько-Заводського району Забайкальського краю, Росія. Входить до складу Михайловського сільського поселення.

## Населення
Населення — 36 осіб (2010; 57 у 2002).
Національний склад (станом на 2002 рік):
- росіяни — 100 %